# 山东黄金
山东黄金集团是一家国有矿业公司，主要从事黄金采矿、加工及销售业务。总部位于山东济南。

## 历史
前身为1975年创建的山东省黄金公司，1988年更名为山东省黄金工业总公司。1996年解散并创建山东黄金集团，2003年8月28日，旗下公司山东黄金矿业股份有限公司在上海证券交易所挂牌上市（上交所：600547，简称：山东黄金）。2015年改建为山东省属国有资本投资公司。2018年9月24日和巴里克黄金公司签署投资协议允许相互收购在相关证券交易所上市的股票，山东黄金矿业股份同年9月28日在香港证券交易所挂牌上市（港交所：1787）。
2018年成为世界黄金协会正式会员。